# Critica botanica
Critica Botanica ( « Critique de botanique » ) est un ouvrage du naturaliste suédois Carl von Linné. L'ouvrage, écrit en latin, a été publié en juillet 1737 à Leyde la même année que furent publiés Genera Plantarum et Flora Lapponica du même auteur. Linné était alors âgé de 30 ans. L'année précédente, Linné avait exposé ses principes sur la nomenclature botanique dans un autre ouvrage qu'il fit paraître: Fundamenta Botanica (en) (Fondements de la botanique) en y définissant les règles d'acceptation et de formation des noms des plantes qui ont ensuite été précisées, avec de nombreux exemples, dans sa Critica Botanica et qui seront appliquées dans sa Flora Lapponica (Flore de Lapponie - 1737) et plus tard dans sa Flora Svecica (en) (Flore de Suède - 1746).